# 利帕似青鱗魚
利帕似青鱗魚為輻鰭魚綱鲱形目鲱科的其中一種，分布於澳洲及巴布亞紐幾內亞海域，體長可達16公分，棲息在沿海海域，成群活動。

## 擴展閱讀
維基物種上的相關：利帕似青鱗魚